# وسک
وسک یکی از محله‌های شمال غربی شهر تهران واقع در محله شهران است.
وسک از سوی شرق به رودخانه حصارک، از سوی شمال به پارک جنگلی کوهسار، از سمت غرب به کوهپایه‌های غیر مسکونی البرز و از سوی جنوب به مرکز محله شهران محدود می‌شود.
رودخانه حصارک در امتداد جنوبی خود به نام مسیل وسک نامیده می‌شود.
بر روی مسیر این مسیل بزرگراهی به نام بزرگراه آسیا (شهید باکری) وجود دارد.
این بزرگراه، از وسک در شهران آغاز شده تا بزرگراه تهران کرج ادامه می‌یابد. سمت آن شمالی-جنوبی و طول آن ۸ کیلومتر است.
در بلندی‌های خیابان وسک یک پیست موتورسواری و انبار نفت شمال غرب تهران قرار دارد. در جنوب وسک نیز نیروگاه برق شهران واقع شده.
خیابان‌های اصلی محله وسک، خیابان وسک (حاج‌آقا خیابانی)، بلوار شهران، وسک، خیابان نیروگاه، خیابان شهید اسحاقی و کوچه حسینی هستند.
خیابان وسک از بزرگراه ایران‌پارس (شهید آبشناسان) منشعب می‌شود.

## اماکن مهم
- انبار نفت شمال غرب (شهران)
- نیروگاه برق شهران
- پیست موتورسواری
- مجتمع مسکونی شهران
- مجتمع مسکونی کوثر
- مجتمع مسکونی شرکت سهامی گوشت کشور
- زمین ورزشی شهدا
- بوستان شرق آزادی